# تشيستر كورير
تشيستر كورير (بالإنجليزية: Chester Currier)‏ هو صحفي أمريكي، ولد في 1946، وتوفي في 2007.